# Final de la Copa de Francia de fútbol 2021-22
La Final de la Copa de Francia de Fútbol 2021-22 fue la 105.ª edición de la definición del torneo. La Final se disputó el 7 de mayo de 2022.

## Finalistas
En  negrita  las finales ganadas.
| Equipos   | Finales jugadas anteriormente |
| --------- | ----------------------------- |
| OGC Niza  | 4 (3)                         |
| FC Nantes | 8 (5)                         |

## Camino a la Final
| OGC Niza                | OGC Niza  | OGC Niza       | Eliminatoria             | FC Nantes      | FC Nantes | FC Nantes      |
| ----------------------- | --------- | -------------- | ------------------------ | -------------- | --------- | -------------- |
| Rival                   | Resultado | Resultado      | Fase                     | Rival          | Resultado | Resultado      |
| SO Cholet               |           | 1–0            | Treintaidosavos de final | Sochaux        |           | 0–0 (5-4 pen.) |
| Paris FC/Olympique Lyon |           | w/o            | Dieciseisavos de final   | AS Vitré       |           | 2–0            |
| Paris Saint-Germain     |           | 0–0 (5-6 pen.) | Octavos de final         | Stade Brestois |           | 2–0            |
| Olympique Marsella      |           | 4–1            | Cuartos de final         | Bastia         |           | 2–0            |
| Versailles 78           |           | 5-1            | Semifinales              | Mónaco         |           | 2–2 (4-2 pen.) |

## Partido
| 1     | POR   | Marcin Bułka       |     |
| 23    | DEF   | Jordan Lotomba     |     |
| 25    | DEF   | Jean-Clair Todibo  |     |
| 4     | DEF   | Dante              |     |
| 26    | DEF   | Melvin Bard        | 86' |
| 8     | MED   | Pablo Rosario      | 63' |
| 19    | MED   | Khéphren Thuram    |     |
| 28    | MED   | Hicham Boudaoui    | 57' |
| 11    | MED   | Amine Gouiri       |     |
| 7     | DEL   | Andy Delort        |     |
| 9     | DEL   | Kasper Dolberg     | 63' |
| D. T. | D. T. | Christophe Galtier |     |

| 1     | POR   | Alban Lafont             |     |
| 21    | DEF   | Jean-Charles Castelletto |     |
| 3     | DEF   | Andrei Girotto           |     |
| 4     | DEF   | Nicolas Pallois          |     |
| 18    | MED   | Samuel Moutoussamy       |     |
| 5     | MED   | Pedro Chirivella         | 72' |
| 11    | MED   | Marcus Coco              | 83' |
| 29    | MED   | Quentin Merlin           |     |
| 10    | DEL   | Ludovic Blas             |     |
| 27    | DEL   | Moses Simon              | 73' |
| 23    | DEL   | Randal Kolo Muani        |     |
| D. T. | D. T. | Antoine Kombouaré        |     |

| 21 | DEL | Justin Kluivert | 57' |
| 14 | MED | Billal Brahimi  | 63' |
| 18 | MED | Mario Lemina    | 63' |
| 24 | DEL | Evann Guessand  | 86' |

| 8  | MED | Wylan Cyprien | 72' |
| 26 | DEL | Osman Bukari  | 73' |
| 2  | DEF | Fábio         | 83' |

| 47' | Ludovic Blas | 0:1 |

| 42' · 55' · 79' · 90+3' | Jean-Clair Todibo Hicham Boudaoui Dante Mario Lemina |

| 90+3' | Randal Kolo Muani |

| Principal  | Stéphanie Frappart |
| Asistentes | Mikaël Berchebru   |
|            | Benjamin Pagès     |
| Cuarto     | Willy Delajod      |

| VAR            | Jérémie Pignard |
| Asistentes VAR | Hamid Guenaoui  |

| Alineación inicial |

| 1     | POR   | Marcin Bułka       |     |
| 23    | DEF   | Jordan Lotomba     |     |
| 25    | DEF   | Jean-Clair Todibo  |     |
| 4     | DEF   | Dante              |     |
| 26    | DEF   | Melvin Bard        | 86' |
| 8     | MED   | Pablo Rosario      | 63' |
| 19    | MED   | Khéphren Thuram    |     |
| 28    | MED   | Hicham Boudaoui    | 57' |
| 11    | MED   | Amine Gouiri       |     |
| 7     | DEL   | Andy Delort        |     |
| 9     | DEL   | Kasper Dolberg     | 63' |
| D. T. | D. T. | Christophe Galtier |     |

| 1     | POR   | Alban Lafont             |     |
| 21    | DEF   | Jean-Charles Castelletto |     |
| 3     | DEF   | Andrei Girotto           |     |
| 4     | DEF   | Nicolas Pallois          |     |
| 18    | MED   | Samuel Moutoussamy       |     |
| 5     | MED   | Pedro Chirivella         | 72' |
| 11    | MED   | Marcus Coco              | 83' |
| 29    | MED   | Quentin Merlin           |     |
| 10    | DEL   | Ludovic Blas             |     |
| 27    | DEL   | Moses Simon              | 73' |
| 23    | DEL   | Randal Kolo Muani        |     |
| D. T. | D. T. | Antoine Kombouaré        |     |

| 21 | DEL | Justin Kluivert | 57' |
| 14 | MED | Billal Brahimi  | 63' |
| 18 | MED | Mario Lemina    | 63' |
| 24 | DEL | Evann Guessand  | 86' |

| 8  | MED | Wylan Cyprien | 72' |
| 26 | DEL | Osman Bukari  | 73' |
| 2  | DEF | Fábio         | 83' |

| 47' | Ludovic Blas | 0:1 |

| 42' · 55' · 79' · 90+3' | Jean-Clair Todibo Hicham Boudaoui Dante Mario Lemina |

| 90+3' | Randal Kolo Muani |

| Principal  | Stéphanie Frappart |
| Asistentes | Mikaël Berchebru   |
|            | Benjamin Pagès     |
| Cuarto     | Willy Delajod      |

| VAR            | Jérémie Pignard |
| Asistentes VAR | Hamid Guenaoui  |

| Alineación inicial |

| 1     | POR   | Marcin Bułka       |     |
| 23    | DEF   | Jordan Lotomba     |     |
| 25    | DEF   | Jean-Clair Todibo  |     |
| 4     | DEF   | Dante              |     |
| 26    | DEF   | Melvin Bard        | 86' |
| 8     | MED   | Pablo Rosario      | 63' |
| 19    | MED   | Khéphren Thuram    |     |
| 28    | MED   | Hicham Boudaoui    | 57' |
| 11    | MED   | Amine Gouiri       |     |
| 7     | DEL   | Andy Delort        |     |
| 9     | DEL   | Kasper Dolberg     | 63' |
| D. T. | D. T. | Christophe Galtier |     |

| 1     | POR   | Alban Lafont             |     |
| 21    | DEF   | Jean-Charles Castelletto |     |
| 3     | DEF   | Andrei Girotto           |     |
| 4     | DEF   | Nicolas Pallois          |     |
| 18    | MED   | Samuel Moutoussamy       |     |
| 5     | MED   | Pedro Chirivella         | 72' |
| 11    | MED   | Marcus Coco              | 83' |
| 29    | MED   | Quentin Merlin           |     |
| 10    | DEL   | Ludovic Blas             |     |
| 27    | DEL   | Moses Simon              | 73' |
| 23    | DEL   | Randal Kolo Muani        |     |
| D. T. | D. T. | Antoine Kombouaré        |     |

| 21 | DEL | Justin Kluivert | 57' |
| 14 | MED | Billal Brahimi  | 63' |
| 18 | MED | Mario Lemina    | 63' |
| 24 | DEL | Evann Guessand  | 86' |

| 8  | MED | Wylan Cyprien | 72' |
| 26 | DEL | Osman Bukari  | 73' |
| 2  | DEF | Fábio         | 83' |

| 47' | Ludovic Blas | 0:1 |

| 42' · 55' · 79' · 90+3' | Jean-Clair Todibo Hicham Boudaoui Dante Mario Lemina |

| 90+3' | Randal Kolo Muani |

| Principal  | Stéphanie Frappart |
| Asistentes | Mikaël Berchebru   |
|            | Benjamin Pagès     |
| Cuarto     | Willy Delajod      |

| VAR            | Jérémie Pignard |
| Asistentes VAR | Hamid Guenaoui  |

| Alineación inicial |

| 1     | POR   | Marcin Bułka       |     |
| 23    | DEF   | Jordan Lotomba     |     |
| 25    | DEF   | Jean-Clair Todibo  |     |
| 4     | DEF   | Dante              |     |
| 26    | DEF   | Melvin Bard        | 86' |
| 8     | MED   | Pablo Rosario      | 63' |
| 19    | MED   | Khéphren Thuram    |     |
| 28    | MED   | Hicham Boudaoui    | 57' |
| 11    | MED   | Amine Gouiri       |     |
| 7     | DEL   | Andy Delort        |     |
| 9     | DEL   | Kasper Dolberg     | 63' |
| D. T. | D. T. | Christophe Galtier |     |

| 1     | POR   | Alban Lafont             |     |
| 21    | DEF   | Jean-Charles Castelletto |     |
| 3     | DEF   | Andrei Girotto           |     |
| 4     | DEF   | Nicolas Pallois          |     |
| 18    | MED   | Samuel Moutoussamy       |     |
| 5     | MED   | Pedro Chirivella         | 72' |
| 11    | MED   | Marcus Coco              | 83' |
| 29    | MED   | Quentin Merlin           |     |
| 10    | DEL   | Ludovic Blas             |     |
| 27    | DEL   | Moses Simon              | 73' |
| 23    | DEL   | Randal Kolo Muani        |     |
| D. T. | D. T. | Antoine Kombouaré        |     |

| 21 | DEL | Justin Kluivert | 57' |
| 14 | MED | Billal Brahimi  | 63' |
| 18 | MED | Mario Lemina    | 63' |
| 24 | DEL | Evann Guessand  | 86' |

| 8  | MED | Wylan Cyprien | 72' |
| 26 | DEL | Osman Bukari  | 73' |
| 2  | DEF | Fábio         | 83' |

| 47' | Ludovic Blas | 0:1 |

| 42' · 55' · 79' · 90+3' | Jean-Clair Todibo Hicham Boudaoui Dante Mario Lemina |

| 90+3' | Randal Kolo Muani |

| Principal  | Stéphanie Frappart |
| Asistentes | Mikaël Berchebru   |
|            | Benjamin Pagès     |
| Cuarto     | Willy Delajod      |

| VAR            | Jérémie Pignard |
| Asistentes VAR | Hamid Guenaoui  |

| Alineación inicial |